# Nobunaga: King of Zipangu
«Нобунага: Король Зипангу» (信長) — японский исторический драматический телесериал 1992 года с Наото Огато в главной роли Ода Нобунага. Сериал стал 30-й драмой канала NHK.

## сюжет
История жизни японского военачальника Оды Нобунаги, который начал объединение страны с помощью серии войн в шестнадцатом веке. За его делом последовали Тоетоми Хидэеси и Токугава Иэясу. Он активно продвигал иезуитов, орден, который своим политическим вмешательством создал условия.

## в ролях
- Огата Наото в роли Ода Нобунага наследник клана Ода.
- Кикучи Момоко в роли Китё законная жена Нобунаги
- Такахаси Кейко в роли Рюи
- Матоба Кодзи в роли Икеда Цунэоки асигару в дальнейшем вассал Оды
- Нитани Хидэаки в роли Хирадэ Масахидэ
- Уцуи Кен в роли Хаяси Митикацу
- Синода Сабуро в роли Инаба Ёсимити
- Танака Кен в роли Сакума Нобумори
- Хонго Кодзиро в роли Сакума Морисинг
- Сузуки Мизухо в роли Сакаи Дайзен
- Франк Нил в роли Луиш Фроиш миссионер в дальнейшем отец-иезуитов
- Хаяси Рюдзо в роли Ода Нобухидэ отец Нобунаги и бывший предводитель клана Ода
- Фунакоси Эйдзи в роли Ода Нобусада брат Нобунаги
- Асида Синсукэ в роли Сайто Досан даймё клана Сайто
- Хира Микидзиро в роли Кано Дзуйтэн помощник клана Оды

## ссылки
Официальный сайт сериала